# الثوب الأسود (رواية)
الثوب الأسود (بالإنجليزية: Black Robe)‏ هي رواية تاريخية للكاتب الكندي برايان مور، نشرت عام 1985، عن دار نشر ماكليلاند آند ستيوارت في كندا، وداتون في الولايات المتحدة وجوناثان كيب في المملكة المتحدة.